# Jonsered
Jonsered è un'area urbana della Svezia situata nel comune di Partille, contea di Västra Götaland.
La popolazione rilevata nel censimento 2010 era di 930 abitanti .